# Episodi di Elvira's Movie Macabre (quarta stagione)
La quarta stagione della serie televisiva Elvira's Movie Macabre è stata trasmessa in anteprima negli Stati Uniti d'America dall'emittente locale KHJ-TV dal 1° settembre 1984 al 4 maggio 1985.
La serie è inedita in Italia.
| nº | Titolo originale                    | Prima TV USA      |
| -- | ----------------------------------- | ----------------- |
| 1  | Inn of the Damned                   | 1 settembre 1984  |
| 2  | Tombs of the Blind Dead             | 8 settembre 1984  |
| 3  | Frankenstein's Castle of Freaks     | 15 settembre 1984 |
| 4  | The Capture of Bigfoot              | 22 settembre 1984 |
| 5  | Village of the Giants               | 3 novembre 1984   |
| 6  | The Legend of Hell House            | 10 novembre 1984  |
| 7  | The Other                           | 25 novembre 1984  |
| 8  | The Navy vs. the Night Monsters     | 1 dicembre 1984   |
| 9  | The Last Bride of Salem             | 12 gennaio 1985   |
| 10 | Yeti: The Giant of the 20th Century | 9 febbraio 1985   |
| 11 | The Revenge of Frankenstein         | 10 marzo 1985     |
| 12 | Curse of Bigfoot                    | 24 marzo 1985     |
| 13 | The Great Alligator                 | 4 maggio 1985     |